# Mastermind (Marvel)
Mastermind was een fictieve superschurk uit de strips van Marvel Comics, en een vijand van de X-Men. Hij werd bedacht door Stan Lee en Jack Kirby, en maakte zijn debuut in X-Men #4 (Maart 1964).
De originele Mastermind was Jason Wyngarde, een mutant met de gave om complexe telepathische illusies te creëren. Hij was een van de oprichters van de eerste Brotherhood of Mutants, en later een belangrijk lid van de Hellfire Club. Hij speelde tevens een belangrijke rol in de “Dark Phoenix Saga.”
Na Wyngardes dood door het Legacy Virus, doken zijn twee dochters op die dezelfde gaven bleken te hebben als hun vader. Een gebruikt nu de codenaam Mastermind, en de ander de naam Lady Mastermind.

## Biografie
De originele Mastermind (Jason Wyngarde) was een mutant met de gave om telepathische illusies op te wekken. Met zijn hulp was Magneto’s Brotherhood of Mutants in staat een Zuid-Amerikaans land over te nemen met de illusie van duizenden soldaten. Nadat de Brotherhood werd verslagen door de X-Men, probeerde Mastermind Stranger naar hun kant te halen. Stranger was echter een kosmisch wezen in plaats van een mutant, en veranderde Jason in steen.
Toen de spreuk uitgewerkt raakte sloot Jason zich aan bij Factor Three, een organisatie die de wereld wilde overnemen. De groep viel uiteen toen de leider een alien bleek te zijn in plaats van een mutant. Voormalige Factor Three leden Blob en Unus, voegden zich bij Jason om een nieuwe Brotherhood of Mutants te vormen.
Deze nieuwe Brotherhood zocht nieuwe rekruten. Mastermind wilde Beast in de groep opnemen, maar faalde. Magneto gebruikte de groep om zijn leiderschap te herwinnen, en maakte Alpha, de ultieme mutant.
Mastermind raakte betrokken bij de Hellfire Club gedurende de beroemde "Dark Phoenix Saga," waarin hij grotendeels verantwoordelijk was voor het veranderen van Phoenix in de Dark Phoenix. Hij deed dit met behulp van zijn eigen krachten en die van Emma Frost. Hij zette Jean Grey op tegen de X-Men, en liet haar bij de Hellfire Club komen als de Zwarte Koningin. Cyclops bevocht Mastermind op het astrale niveau, maar verloor. De schok van Cyclops waarschijnlijke dood bracht Jean terug bij zinnen en ze viel Mastermind aan, waarbij ze hem tot waanzin dreef.
Toen Mastermind weer bij zinnen kwam zocht hij wraak op iedereen die hem iets had aangedaan. Hij onderbrak de verloving tussen Cyclops en Madelyne Pryor, en het huwelijk van Wolverine en Mariko Yashida. Cyclops versloeg Mastermind tijdens een gevecht in Xaviers school. Mastermind zocht de kracht van de Phoenix voor zichzelf, maar werd gestopt door Rachel Summers en Excalibur
Mastermind stierf uiteindelijk aan het Legacy Virus, maar voordat hij stierf vroeg hij Jean Grey om vergeving voor wat hij had gedaan. Ze vergaf hem.
Later bleek dat Mastermind twee dochters had, die beide dezelfde mutantenkrachten hadden als hun vader. (Mastermind (Martinique Jason) en Lady Mastermind). Ook bleek dat toen hij nog leefde, Mastermind in opdracht van een mysterieuze generaal de Sentry had gemanipuleerd.

## Ultimate Mastermind
In het Ultimate Marvel universum kwam eveneens een versie van Mastermind voor, maar zijn uiterlijk is hier sterk veranderd. Daar waar de 616 versie van Wyngarde een gemiddelde lengte heeft met zwart haar en lange bakkebaarden, is de Ultimate Mastermind een lange man met wit haar, zonnebril en paardenstaart. Hij lijkt lid te zijn van de Brotherhood of Mutants, maar dit is nog niet zeker.

## Krachten en vaardigheden
Mastermind kan via telepathie zeer realistische illusies opwekken. Hij kan mensen alles doen zien, horen, proeven en voelen. Dit werkt alleen als mensen binnen een bepaalde afstand van hem zijn. Hij kan zelfs sterke telepaten als Professor X en Jean Grey manipuleren met zijn illusies.

## Mastermind in andere media

### Animatieseries
- Mastermind had een cameo in Spider-Man and His Amazing Friends in de aflevering "The Prison Plot". Hij is te zien op een tv monitor wanneer Magneto de vrijlating van zijn Brotherhood eist, en projecteerd illusies van Mephisto, Psyklop, Annihilus en Zarathos/Ghost Rider.

- Mastermind is lid van de Inner Circle Club (Hellfire Club) in de X-Men animatieserie in de afleveringen The Dark Phoenix Saga deel 1-3. Wyngarde is ook een lid van het mutantenverzet in de alternatieve realiteit die wordt getoond in de aflevering One Man's Worth.

- In X-Men: Evolution is Mastermind (stem van Campbell Lane) een helper van Magneto. Hij is niet zozeer kwaadaardig. Zijn meest noemenswaardige actie in de serie is het veranderen van de herinneringen van Scarlet Witch, zodat ze haar haat tegen Magneto vergeet.

### X2: X-Men United
Mastermind verscheen, met een nieuwe achternaam en oorsprong, in de film X2: X-Men United. Er wordt aangenomen dat Masterminds volledige naam in de film Jason Wyngarde Stryker is. In de film is hij de zoon van mutantenhater William Stryker, en was korte tijd student aan Charles Xaviers mutantenschool. Jason haatte het om een mutant te zijn, en gaf zijn ouders de schuld. Hij martelde hen met zijn illusies, wat leidde tot de zelfmoord van zijn moeder. Zijn vader ontdekte dat Jasons hersenen een stof afscheidden die de illusies opwekt. Hij ontdekte tevens dat hij met deze stof mutanten in zijn macht kon krijgen. Hij maakt Jason tot een willoze marionet, en gebruikt dit serum om o.a. Lady Deathstrike en Nightcrawler te beheersen. William gebruikt Jason uiteindelijk om Professor X ertoe aan te zetten met een tweede Cerebro alle mutanten te vermoorden. Dit plan wordt onderbroken door Magneto en Mystique. Wanneer de basis van Stryker in begint te storten, teleporteert Nightcrawler zichelf, de professor en Storm naar buiten. Jason blijft achter en komt blijkbaar om.